# 유효온도
유효 온도(有效溫度)는 천체의 단위 표면적이 방출하는 복사 에너지와 같은 양의 에너지를 방출하는, 흑체의 온도로 정의할 수 있다.

## 항성

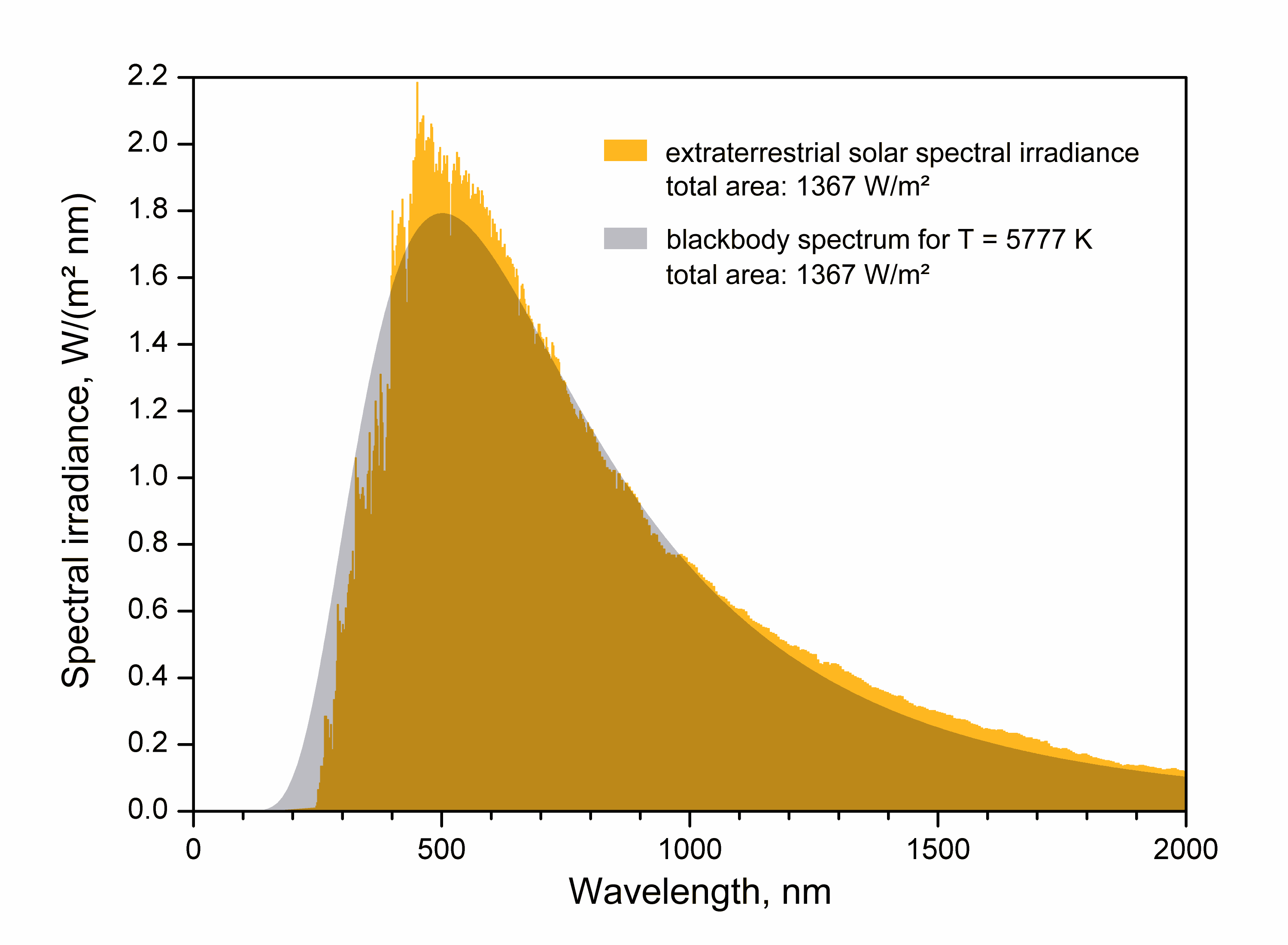
태양의 유효온도 또는 흑체온도(5777K)의 그래프.

한 항성의 유효온도({\displaystyle {\mathcal {F}}_{Bol}})는 단위 표면적이 방출하는 복사에너지와 동일한 양의 에너지를 방출하는, 흑체의 온도이다. 항성의 유효온도는 슈테판-볼츠만 법칙 {\displaystyle {\mathcal {F}}_{Bol}=\sigma T_{eff}^{4}}으로 정의할 수 있다. 항성의 반지름을 {\displaystyle R}로 놓을 경우 그 항성의 전(全)복사광도는 {\displaystyle L=4\pi R^{2}\sigma T_{eff}^{4}}가 된다. 항성의 반지름에 대한 정의는 확실하게 정립되어 있지 않다. 유효온도는 항성의 반지름을 로슬랜드 광학적 깊이로 정의할 때의 온도와 일치한다. 유효온도와 복사광도는 한 항성을 HR 도표 위에 표시하는 기준이 된다. 실질적으로, 유효온도 및 복사광도 둘 다 항성의 화학적 조성에 영향을 받는다.
우리 태양의 유효온도는 5780켈빈 정도이다.
항성들은 내부로 갈수록 서서히 뜨거워지는 온도 그래디언트를 형성하고 있다. 태양의 중심핵 온도(수소 핵융합 작용이 일어나는 장소)는 약 1500만 켈빈일 것으로 추측하고 있다.
한 항성의 색지수는 빛의 파장 방출량이 대부분 적외선 영역에 몰려 있는 분광형 M의 차가운 별(이 표현은 항성에 한정된 것으로, 일반적 의미의 '차갑다'와는 다르다)부터, 파장이 대부분 자외선 영역에 몰려 있는 분광형 O형의 뜨거운 항성까지 다양하다. 항성의 유효온도는 단위 표면적이 방출하는 열 에너지의 양을 나타낸다. 뜨거운 별부터 차가운 별까지를 나타내는 분광형 기호로 가장 많이 쓰이는 것은 O, B, A, F, G, K, M의 7개이다.
붉은 색으로 빛나는 별은 복사 에너지를 미약하게 방출하는 적색 왜성이거나, 또는 안타레스나 베텔게우스처럼 막대한 에너지를 방출하는 적색 거성일 수도 있다. 적색 거성의 경우 전체적으로 방출하는 에너지량은 부피가 큰 까닭에 적색 왜성보다 훨씬 크지만, 단위 면적 당 방출하는 열 에너지의 양은 적색 왜성과 마찬가지로 적다. 이들보다 유효온도가 좀 더 뜨거운 태양이나 카펠라와 같은 별들은 단위 면적 당 방출 에너지의 양은 앞의 적색 왜성, 적색 거성보다는 크지만, 베가나 리겔과 같은 백색 및 청색 별들보다는 훨씬 작다.

## 행성
한 행성의 유효온도는, 행성이 받는 에너지와 같은 양의 에너지를 방출하는 흑체의 온도 T로 정의할 수 있다.
광도 L의 항성에서 D만큼 떨어져 있는 한 행성을 예로 들 수 있다. 항성은 균일하게 전 방향으로 에너지를 방출하며, 행성은 항성으로부터 멀리 떨어져 있고, 반지름 r의 행성이 반지름 D의 구체 표면에 퍼지는 항성의 에너지를 대신 받는다고 가정한다. 그런데 행성은 항성으로부터 받는 에너지의 일부를 반사하며, 이를 수치로 표현한 것이 반사도이다. 반사도 1은 모든 복사 에너지를 반사하는 것이며, 반사도 0은 모든 에너지를 흡수한다는 의미이다. 반사도를 A로 표시하면, 행성이 흡수하는 에너지는 다음과 같이 나타낼 수 있다.
{\displaystyle P_{abs}={\frac {Lr^{2}(1-A)}{4D^{2}}}}
다음으로 행성 전체의 온도 T는 균일하며 흑체처럼 에너지 복사를 한다고 가정하면, 행성이 방출하는 복사 에너지는 다음 식과 같이 나타낼 수 있다.
{\displaystyle P_{rad}=4\pi r^{2}\sigma T^{4}}
앞의 두 식을 이용하여, 유효 온도 T는 다음과 같이 정의할 수 있다.(반지름은 약분되어 소거됨)
{\displaystyle T=\left({\frac {L(1-A)}{16\pi \sigma D^{2}}}\right)^{\tfrac {1}{4}}}
목성의 유효온도는 112켈빈이며, 페가수스자리 51b의 유효온도는 1258켈빈에 이른다. 실제 온도는 해당 천체의 반사도, 대기, 내부열과 같은 요소에 따라 이론과는 다르게 나타날 수 있다. 예를 들어 HD 209458 b(오시리스)의 흑체온도는 1359K이지만, 분광학적 분석을 통한 실제 온도는 1130K이다.
목성의 경우, 흑체온도 112K에 내부열 온도 40K를 합쳐 실제 온도는 152K로 나타난다.

## 같이 보기
- 색온도
- 밝기온도

## 참고 문헌
1. ↑  “엠파스 백과사전: 유효온도”. 2008년 7월 7일에 확인함.
2. ↑  Erika, Böhm-Vitense. 《항성천체물리학 개론 3권: 항성 구조 및 진화(Introduction to Stellar Astrophysics, Volume 3, Stellar structure and evolution)》. Cambridge University Press. 14쪽.
3. ↑  B., Baschek; M., cholz; R., Wehrse. “The parameters R and Teff in stellar models and observations”.
4. ↑  〈Section 14: Geophysics, Astronomy, and Acousticse〉. 《Handbook of Chemistry and Physics》 88판. CRC Press. 2009년 5월 11일에 원본 문서에서 보존된 문서. 2008년 10월 15일에 확인함.
5. ↑  Barrie William, Jones (2004). 《Life in the Solar System and Beyond》. Springer. 7쪽. ISBN 1852331011.